# Maciej Klepacz
Maciej Klepacz (ur. 23 lutego 1964) – polski funkcjonariusz służb specjalnych, w latach 2010–2015 zastępca szefa Centralnego Biura Antykorupcyjnego.

## Życiorys
Absolwent Uniwersytetu Jagiellońskiego. W czasie studiów w latach 80. należał do ugrupowania Ruch Wolność i Pokój. Angażował się wówczas m.in. w akcje protestacyjne przeciwko obowiązkowemu studium wojskowemu.
W 1992 podjął służbę w Urzędzie Ochrony Państwa, a następnie, po reorganizacji służb specjalnych w 2002, w Agencji Bezpieczeństwa Wewnętrznego. Od lutego 2008 był zastępcą dyrektora Biura Kolegium do Spraw Służb Specjalnych w Kancelarii Prezesa Rady Ministrów. W maju 2010 został powołany na stanowisko zastępcy szefa Centralnego Biura Antykorupcyjnego. Pełnił tę funkcję do grudnia 2015.
Odznaczony został Złotym, Srebrnym i Brązowym Krzyżem Zasługi.